# Szulimán, Baranya
Szulimán este un sat în districtul Szigetvár, județul Baranya, Ungaria, având o populație de 241 de locuitori (2011). 

## Demografie
Componența etnică a satului Szulimán
     Maghiari (83,57%)
     Romi (8,57%)
     Necunoscut (7,86%)
     Alții (7,86%)
Componența confesională a satului Szulimán
     Romano-catolici (41,08%)
     Reformați (4,15%)
     Fără religie (2,07%)
     Necunoscută (52,7%)
Conform recensământului din 2011, satul Szulimán avea 241 de locuitori. Nu există o etnie majoritară, locuitorii fiind maghiari (83,57%) și romi (8,57%). Apartenența etnică nu este cunoscută în cazul a 7,86% din locuitori. Nu există o religie majoritară, locuitorii fiind romano-catolici (41,08%), reformați (4,15%) și persoane fără religie (2,07%). Pentru 52,7% din locuitori nu este cunoscută apartenența confesională.